# Kiruna
Byen Kiruna (samisk Giron, finsk Kiiruna, tornedalsfinsk Kiruna) er administrationscentrum i Kiruna kommune i Norrbottens län, Sverige.

## Baggrund
Kiruna betyder fjeldrype, og bysamfundet antog officielt navnet den 27. april 1900. Om det etymologiske ophav råder der dog nogen usikkerhed. Formelt er det det samiske giron, som ligger bag navnet Kiruna, men mange mener, at det lige så godt kan være det finske eller tornedalsfinske kiiruna respektive kieruna, som er ophav til navnet.
Kiruna blev før kommunalreformen i 1970'erne omtalt som verdens arealmæssigt største by, da man[kilde mangler] regnede hele Kiruna kommune (over 20.000 km²) som en by. Selve Kiruna by er arealmæssigt lille, også efter svenske forhold. For eksempel kan nævnes, at Göteborg har et areal på 19.744 hektar (mod Kirunas 1.572 hektar). I dag er Kiruna Kommune end ikke verdens største kommune, da Qaasuitsup Kommune i Grønland har et areal på 660.000 km².

## Byforvandling
For tiden er byen ved at gennemgå en større forvandling, hvor dele af byen ganske enkelt flyttes. Dette skyldes, at den omfattende minedrift, der foregår i fjeldet Kiirunavaara nær byen, har givet store deformationer i overfladen, og disse deformationer kommer efterhånden nærmere til byen. I kommunen er det derfor besluttet, at de mest truede dele af byen skal flyttes. De første skitser af den nye bydel blev offentliggjort i 2007, og de første udgravninger til kloakker i det nye område begyndte samme år. En plan for ændring af jernbanen til Kiruna er også fremlagt.